# Este de Los Ángeles (región)
- Para ver área no incorporada:

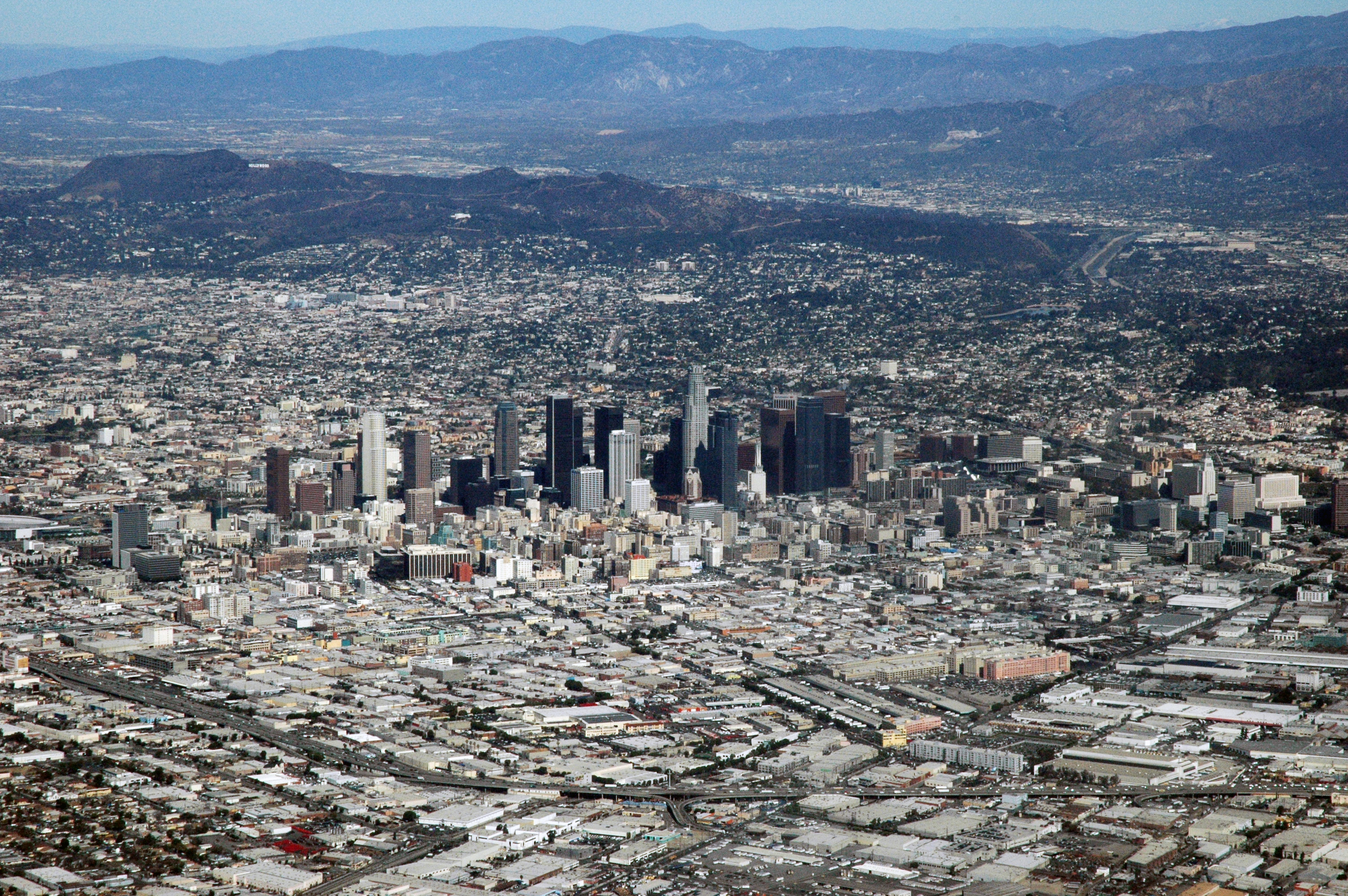
Los Ángeles visto desde el aire, hacia el noroeste.

East Los Angeles (también conocido como East L.A. o the Eastside, East Los o Este de Los Ángeles) es la parte de la ciudad de Los Ángeles, California que se encuentra el este del río Los Ángeles y el Centro de Los Ángeles, Lincoln Heights, al oeste del Valle de San Gabriel y las áreas no incorporadas de East Los Angeles y City Terrace, al sur de Cypress Park, y el norte de Vernon y City of Comerce.